# گل‌باشی
گُل‌باشی (به ترکی استانبولی: Gölbaşı) یک منطقهٔ مسکونی در ترکیه است که در آنکارا واقع شده‌است. گلباسی ۹۷۰ متر بالاتر از سطح دریا واقع شده‌است.